# Liolaemus etheridgei
Liolaemus etheridgei är en ödleart som beskrevs av  Laurent 1998. Liolaemus etheridgei ingår i släktet Liolaemus och familjen Tropiduridae. Inga underarter finns listade i Catalogue of Life.